# Lucas Velasco
Lucas Nahuel Velasco (Morón, 8 de abril de 1992) es un actor y modelo argentino. Es conocido por sus papeles en las ficciones de Patito feo, Graduados, Camino al amor, Educando a Nina, Todo por el juego, El internado: Las Cumbres y UPA Next. Además fue el líder, de 2016 a 2017, de la banda musical de cumbia pop Arturito's.

## Carrera profesional
Comenzó sus estudios artísticos con Natalia Rey y Juan José Bustos en danza, canto y actuación, luego tomó clases  con Mónica Bruni. En 2008, fue seleccionado para interpretar a Ringo en la segunda temporada de la tira Patito feo emitido por El trece y producido por Ideas del sur. Más tarde, es convocado por Underground para personificar a Juanchi en la exitosa telenovela Graduados transmitida por Telefe y a su vez realizó una participación especial como Nacho en la serie El hombre de tu vida emitida por el mismo canal.
A partir del 2013 hasta 2015, fue contratado para interpretar a Narciso, un jardinero seductor en la obra teatral Los locos Grimaldi, la cual realizó una gira por el país y se estableció en Villa Carlos Paz durante el verano. Además en ese transcurso realizó una participación especial en la tira Los vecinos en guerra de Telefe, donde interpretó a Jony.
En 2014, participó en el reality Combate de El nueve, donde fue capitán del equipo verde en el segundo y el tercer elenco, sin embargo, en febrero de 2015, Velasco abandona la competencia debido a un episodio polémico con unos de los participantes. Paralelo a su participación en el reality, Velasco actuó en la ficción Camino al amor (2014) en el papel de Gabriel "Gabo" Sánchez, el interés amoroso de Valentina (Eva de Dominici). En 2015, fue elegido por Pol-ka para interpretar a Ángel "Monito" Marrapodi, un jugador de fútbol profesional en la tira Esperanza mía televisada por El trece. Ese mismo año, regresa al teatro con la obra Descuidistas dirigida por Ezequiel Sagasti y compartió cartel con Camila Mateos, Lola Morán, Sebastián Francini y Manuel Ramos en el Teatro Porteño.
Su siguiente proyecto artístico estuvo ligado a la música, ya que en 2016 decidió formar la banda de cumbia pop Arturito's con la actriz Sabrina Fogolini, juntos lanzaron la canción «Derecho a Roce» como el primer sencillo de la banda, desde entonces comenzaron a presentarse en distintos festivales de música y a ofrecer varios shows en el país. A su vez, formó parte del elenco de la telenovela Educando a Nina emitida por Telefe, donde interpretó a Picky. Y en el verano protagonizó la obra teatral El canasto junto a Santiago Vázquez y Belu Lucius, siendo dirigidos por el actor Nicolás Vázquez.
En 2017, Lucas incursionó en la comedia musical con la obra teatral Paso a paso, un musical para crecer dirigida por Sebastián Vitale, allí interpretó el papel de Esteban y compartió elenco con Clari Lanzani y Manuel Di Francesco en el teatro Border. Ese mismo año, es invitado por su amigo Gastón Soffritti para bailar junto a él la salsa en trío en el Bailando por un sueño emitido por El trece.
En 2018, realizó una participación especial en la ficción Las Estrellas de El trece, en la cual interpretó a León, un electricista que llega al hotel para conquistar a Lucía Estrella (Marcela Kloosterboer) una de las dueñas. Ese mismo año, fue convocado para protagonizar la serie Todos por el juego, una coproducción entre España y Argentina, en la que personificará a Lucas Caffaro, un argentino salido del ascenso y que triunfa en España, sin embargo, se encontrará con el lado corrupto del mundo futbolístico. La serie estuvo dirigida por el español Daniel Calparsoro y será emitida por la señal de OnDirecTV.
En 2019, Velasco grabó la serie de terror española Circular,  que fue producida por LCBROS y Playz, donde personificó a Francisco Cantos. Al año siguiente, se unió al elenco de la serie El internado: Las Cumbres de Prime Video, en la cual interpretó Mario Salazar, el profesor de educación de física. En 2022, jugó el papel de Luiso Pascual en la serie UPA Next producida por The Mediapro Studio y Atresplayer.

## Televisión
| Año       | Título                    | Papel                    | Notas                                |
| --------- | ------------------------- | ------------------------ | ------------------------------------ |
| 2008      | Patito feo                | Ringo                    |                                      |
| 2011      | Adictos                   | Bravucón                 | Episodio: «Plato del día: vida sana» |
| 2012      | Graduados                 | Juanchi Peralta          |                                      |
| 2012      | El hombre de tu vida      | Nacho                    | Episodio 3 (Temporada 2)             |
| 2013      | Los vecinos en guerra     | Jony                     |                                      |
| 2014-2015 | Combate                   | Capitán del Equipo Verde | Temporada 2-3                        |
| 2014      | Camino al amor            | Gabriel «Gabo» Sánchez   |                                      |
| 2015      | Esperanza mía             | Ángel «Monito» Marrapodi |                                      |
| 2016      | Educando a Nina           | Picky                    |                                      |
| 2017      | Las Estrellas             | León                     |                                      |
| 2018      | Showmatch: Bailando 2018  | Participante             | 8.vo eliminado                       |
| 2018-2019 | Todo por el juego         | Lucas Caffaro            |                                      |
| 2019      | Millennials               | Luca Banegas             |                                      |
| 2020      | Circular                  | Francisco Cantos         |                                      |
| 2021-2023 | El internado: Las Cumbres | Mario Salazar            |                                      |
| 2022      | Historias de UPA Next     | Luiso Pascual            | Episodio: «Sira, Luiso y Silvia»     |
| 2022-2023 | UPA: Next                 | Luiso Pascual            |                                      |

## Teatro
| Año       | Título                              | Papel    | Lugar          |
| --------- | ----------------------------------- | -------- | -------------- |
| 2013-2015 | Los locos Grimaldi                  | Narciso  | Gira nacional  |
| 2015      | Descuidistas                        | Luca     | Teatro Porteño |
| 2016      | El canasto                          | Antonio  | Teatro América |
| 2017      | Paso a paso, un musical para crecer | Esteban  | Teatro Border  |
| 2021-2022 | Sex                                 | Él mismo | Teatro Melos   |

## Discografía

### Con Arturito's
| Sencillos - 2016: «Derecho a Roce» - 2016: «Como te llamas» - 2016: «Bipolar» (con Grupo Play) - 2017: «Ya no caigo» - 2017: «Esta noche nos toca» - 2017: «Dime Lo Que Somos» (con Pijama Party) |